# الاحتجاجات النيجيرية 2018-2019
كانت الاحتجاجات النيجيرية 2018-2019 عبارة عن سلسلة من الاحتجاجات التي قادها الشيعة ضد التمييز ضد المسلمين الشيعة في نيجيريا في أكتوبر نوفمبر 2018ويوليو أغسطس2019. أدت موجة الاحتجاجات الشعبية والعنف المدني والإضرابات التي دعا إليها الشيعة إلى اندلاع قتال عنيف بين المسلمين والمسيحيين والشرطة.وخرج عشرات الآلاف من المتظاهرين في مسيرة في الشوارع ذات الأغلبية الشيعية في المدن المحيطة بالعاصمة لاغوس. احتجاجات الشوارع والمعارضة المتزايدة للرئيس محمد بخاري في عام2019، كجزء من حركة #RevolutionNow في يوليو 2019، لكن بدأت الاحتجاجات الأولية بعد اعتقال زعيم التنظيم. في أكتوبر نوفمبر، بعد مظاهرات شعبية واضطرابات في الشوارع، استخدمت الشرطة الذخيرة الحية لتفريق المتظاهرين، مما أسفر عن مقتل 45متظاهراً. وانتشرت القوات في دوريات في الشوارع تحسبا لوقوع احتجاجات بعد ثلاثة أيام من الاحتجاجات. اندلعت موجة جديدة من الاحتجاجات في يوليو / تموز في أعمال عنف حيث سار المتظاهرون ضد التمييز ضد المسلمين الشيعة. احتشد عشرات الآلاف في مسيرات #RevolutionNow في جميع أنحاء أبوجا خلال أسبوع من الاحتجاجات في أواخر يوليو وأوائل أغسطس2019. ونظم مسلمون احتجاجات حاشدة في أبوجا ضد وحشية الشرطة في التصرف مع الحركة. وفضت قوات الأمن وشرطة مكافحة الشغب بقوة المطالب والاحتجاجات في 5أغسطس/آب.